# 신성균 (배우)
신성균(1970년 6월 10일 ~ )은 대한민국의 배우이다. 1991년에 SBS 1기 공채 탤런트로 정식 선발되었다.

## 학력
- 서울예술대학 방송연예과

## 출연작

### 드라마
- 1981년: MBC 《호랑이선생님》
- 1983년: MBC 《다녀왔습니다》
- 1984년: MBC 《조선왕조 오백년 - 설중매》
- 1985년: KBS1 《고교생 일기》
- 1986년: MBC 《조선왕조 오백년 - 남한산성》
- 1987년: MBC 《푸른교실》
- 1988년: MBC 《조선왕조 오백년 - 한중록》
- 1991년: SBS 《사랑의 풍차》
- 1993년: SBS 《친애하는 기타 여러분》
- 1994년: SBS 《작별》
- 1995년: SBS 《고백》
- 1999년: MBC 《허준》 - 이이첨 역
- 2004년: SBS 《토지》 - 장연학 역
- 2005년: MBC 《제5공화국》 - 윤태식 역
- 2007년: MBC 《개와 늑대의 시간》
- 2007년: MBC 《이산》 - 이덕무 역
- 2014년: tvN 《가족의 비밀》 - 주창식 역
- 2017년: tvN 《크리미널 마인드》 - 김일호 역
- 2020년: SBS 《불새 2020》 - 장지욱 역

### 영화
- 2005년: 《첼로: 홍미주 일가 살인사건》 - 첼리스트 5 역
- 2013년: 《화이: 괴물을 삼킨 아이》 - 1호선 험악남 역
- 2013년: 《코알라》 - 길 대표 역
- 2013년: 《결혼전야》 - 결혼식장 유부남 역
- 2014년: 《카트》 - 본사직원 역
- 2016년: 《스플릿》 - 올림픽볼링장 사장 역
- 2016년: 《대역전》 - 장동국 역
- 2016년: 《안내견》
- 2019년: 《메모리즈》 - 상민 역

### 방송
- 《재능나눔 프로젝트 DREAM》 (2011년, tvN)